# Parki w Rybniku
Parki w Rybniku – w Rybniku znajduje się kilka obszarów zielonych, mających status parków. Najstarszym i największym z nich jest Park Kozie Góry.

## Parki miejskie
- Park im. św. Jana Sarkandra w Śródmieściu – znajduje się pomiędzy ulicami Gliwicką, Cegielnianą, ks. Rybnickiego i ks. Brudnioka.
- Park Kozie Góry w dzielnicy Meksyk – pierwszy park miejski w Rybniku, otwarty w 1905 roku. Powstał z inicjatywy Juliusza Haase (właściciela wielkiej fabryki skór), jako zadośćuczynienie wobec mieszkańców po tragicznym wypadku, do którego doszło w prowadzonej przez niego fabryce.
- Park Górnika w Chwałowicach – położony przy kopalni Chwałowice, wzdłuż ulicy 1-go Maja. Jest pozostałością po folwarku z XIX wieku.
- Park Osiedlowy w dzielnicy Boguszowice Osiedle – położony przy ulicy Bogusławskiego. Znany wcześniej jako Park XXX-lecia PRL, założony z inicjatywy KWK Jankowice.
- Park Czempiela w Niedobczycach – położony przy ulicy Barbary i Rymera. Został założony w 1938 roku przez Gwarectwo Węglowe przy KWK Rymer[1].

## Historia
W 1905 r., kilkanaście lat po tragicznym wypadku w fabryce skór prowadzonej przez Juliusza Haase, w ramach zadośćuczynienia wobec rodzin ofiar i mieszkańców w dzielnicy Meksyk, powstał najstarszy obecnie rybnicki Park Kozie Góry, rozciągający się na obszarze prawie 7 ha.
Dzięki szybko powstającym kolejnym parkom, ogrodom i zieleńcom, w okresie międzywojennym miasto Rybnik wygrało ogólnopolski konkurs na najbardziej ukwiecone miasto, otrzymując tytuł "miasta kwiatów i ogrodów". Z kolei w 1938 r. Rybnik zajął drugie miejsce w ramach Ogólnopolskiego Konkursu Zazieleniania Miast Polskich. Osiągnięcie wyróżnień było możliwe dzięki ogromnemu zaangażowaniu burmistrza Władysława Webera.

## Przyroda
Na terenach parków występuje wiele gatunków drzew i innych roślin. W drzewostanach dominują drzewa liściaste, głównie: dęby, jesiony i klony. W Parku Górnika znajduje się dorodny tulipanowiec amerykański, który na skutek pomniejszania powierzchni parku znajduje się obecnie na terenie Kopalni Chwałowice (został on uznany pomnikiem przyrody, podobnie jak znajdujący się w pobliżu głaz narzutowy z epoki polodowcowej). W Parku Czempiela znajduje się okazałych rozmiarów platan klonolistny. 